# 1071 Brita
1071 Brita là một tiểu hành tinh bay quanh Mặt Trời. Ban đầu nó có tên là 1924 RE.